# Ricky Ullman
Ricky Ullman, właśc. Raviv Ullman (ur. 24 stycznia 1986) – amerykański aktor i muzyk. Występował głównej roli w produkcji Disney Channel – Filip z przyszłości, a także z serialu Rita daje czadu.

## Życiorys
Urodził się w Ejlacie w Izraelu. Jego rodzice są Amerykanami. Po jego pierwszych urodzinach zdecydowali się przeprowadzić do miasta Fairfield w stanie Connecticut – ukończył tam też szkołę średnią. Jego talent do gry aktorskiej odkryto, gdy był na letnim obozie teatralnym, gdzie grał główną rolę w spektaklu Piotruś Pan.

Jest najstarszy z trojga rodzeństwa – ma młodszą siostrę Tali i młodszego brata Nadav.

## Filmografia
| Role główne      | Role główne                 | Role główne   | Role główne                                  |
| Rok              | Tytuł                       | Rola          | Uwagi                                        |
| ---------------- | --------------------------- | ------------- | -------------------------------------------- |
| 2008-2010        | Rita daje czadu             | Kip           |                                              |
| 2004-2006        | Filip z przyszłości         | Filip Diffy   | Produkcja Disney Channel                     |
| 2004             | Wirtualny ideał             | Roscoe        | Produkcja Disney Channel                     |
| Role gościnne    |                             |               |                                              |
| Rok              | Tytuł                       | Rola          | Uwagi                                        |
| 2007             | Dowody zbrodni              | Phil DiPreta  | „That Woman” (odcinek 95, sezon 5)           |
| 2006             | Dr House                    | Jeremy        | „Nieszczęśliwa miłość” (odcinek 51, sezon 3) |
| 2006             | Trzy na jednego             | Partner Donny | 1 epizod                                     |
| 2005             | Świat Raven                 | Jake Haskell  | „Na starym dębie” (odcinek 59, sezon 3)      |
| 2002             | Guiding Light               | Jacky         | 1 epizod                                     |
| Głos             |                             |               |                                              |
| Rok              | Tytuł                       | Rola          | Uwagi                                        |
| 2008             | Fineasz i Ferb              | Różne         | Produkcja Disney Channel                     |
| 2005             | Kim Kolwiek: Szatański Plan | Eric          | Produkcja Disney Channel                     |
| Sztuki teatralne |                             |               |                                              |
| Rok              | Tytuł                       | Rola          | Uwagi                                        |
| 2005             | Śmiertelny zaułek           | Tommy         |                                              |